# Победнице Летњих универзијада у троскоку за жене
Победнице Летњих универзијада у атлетици за жене у дисциплини троскок, која је у програм Летње универзијаде уврштена 1991, приказане су у следећој табели са резултатима које су постигли.
| Универзијада                 |                            |          |                                  |          |                                 |       |
| ---------------------------- | -------------------------- | -------- | -------------------------------- | -------- | ------------------------------- | ----- |
| Шефилд 1991 детаљи           | Ли Хуиџонг · Кина          | 14,20 РУ | Јелена Семираз · Совјетски Савез | 13,75    | Jing Li · Кина                  | 13,63 |
| Бафало 1993 детаљи           | Нијурка Монталво · Куба    | 14,16    | Шарка Кашпаркова · Чешка         | 14,00    | Моника Тот · Румунија           | 13,96 |
| Фукуока 1995 детаљи          | Шарка Кашпаркова · Чешка   | 14,20    | Људмила Дубкова · Русија         | 13,87    | Барбара Лах · Италија           | 13,85 |
| Палермо 1997 детаљи          | Јелена Говорова · Украјина | 14,23 РУ | Olga Cepero · Куба               | 14,12    | Жана Гурајева · Белорусија      | 13,93 |
| Палма де Мајорка 1999 детаљи | Јелена Говорова · Украјина | 14,99    | Wu Lingmei · Кина                | 14,55    | Аделина Гаврила · Румунија      | 14,33 |
| Пекинг 2001 детаљи           | Татјана Лебедева · Русија  | 14,81 РУ | Наталија Софронова · Белорусија  | 14,57    | Јелена Олејникова · Русија      | 14,39 |
| Даегу 2003 детаљи            | Оксана Рогова · Русија     | 14,16    | Викторија Гурова · Русија        | 14,14    | Марина Соломон · Румунија       | 14,09 |
| Измир 2005 детаљи            | Wang Ying · Кина           | 14,12    | Олга Саладуха · Украјина         | 13,96    | Надежда Безанова · Русија       | 13,90 |
| Бангкок 2007. детаљи         | Олга Саладуха · Украјина   | 14,79 ЛР | Дана Велдјакова · Словачка       | 14,41 ЛР | Yarianna Martínez · Куба        | 14,25 |
| Београд 2009. детаљи         | Јаријана Мартинез · Куба   | 14,40    | Наталија Кутјакова · Русија      | 14,14    | Анастасија Матвејева · Русија   | 13,94 |
| Шенџен 2011. детаљи          | Јекатарина Конева · Русија | 14,25 ЛР | Патрисија Мамона · Португалија   | 14,23    | Кристина Бујин · Румунија       | 14,21 |
| Казањ 2013. детаљи           | Јекатарина Конева · Русија | 14,82 РУ | Ана Јагаћак · Пољска             | 14,21    | Кармен Кристина Тома · Румунија | 14,14 |

## Биланс медаља у троскоку
|     | Држава          |    |    |    |    |
| --- | --------------- | -- | -- | -- | -- |
| 1.  | Русија          | 4  | 3  | 3  | 10 |
| 2.  | Украјина        | 3  | 1  | -  | 3  |
| 3.  | Кина            | 2  | 1  | 1  | 4  |
| 3.  | Куба            | 2  | 1  | 1  | 4  |
| 5.  | Чешка           | 1  | 1  | -  | 2  |
| 6.  | Белорусија      | -  | 1  | 1  | 2  |
| 7.  | Словачка        | -  | 1  | -  | 1  |
| 7.  | Португалија     | -  | 1  | -  | 1  |
| 7.  | Пољска          | -  | 1  | -  | 1  |
| 7.  | Совјетски Савез | -  | 1  | -  | 1  |
| 11. | Румунија        | -  | -  | 5  | 5  |
| 12. | Италија         | -  | -  | 1  | 1  |
|     | Укупно (12)     | 12 | 12 | 12 | 36 |